# 아메리칸 오지
아메리칸 오지(A Good Old Fashioned Orgy)는 미국에서 제작된 알렉스 그레고리, Peter Huyck 감독의 2011년 코미디 영화이다. 제이슨 서디키스 등이 주연으로 출연하였고 제임스 D. 스턴 등이 제작에 참여하였다.

## 출연

### 주연
- 제이슨 서디키스
- 레이크 벨
- 레슬리 빕

### 조연
- 타일러 라빈
- 루시 펀치
- 마틴 스타
- 린제이 슬로언
- 윌 포트
- 린 샤예
- 돈 존슨
- 데이비드 코에너
- 미첼 보스
- 안젤라 사라피언
- 닉 크롤
- 라이스 코이로
- 마이클 하딩
- 존 스태포드
- 루카 앱트
- 바바라 윗맨
- 애디슨 블랙
- 제이슨 시옥
- 티나 만
- 밥 헝거포드
- 토미 스콧

## 제작진
- 라인프로듀서: 조지 패라
- 미술: 앨런 훅
- 세트: 척 포터
- 의상: 레아 카츤넬슨
- 배역: 수지 패리스
- 프로덕션매니저: 매튜 J. 버치
- 프로덕션매니저: 빌 울큰